# Matthias Zessner

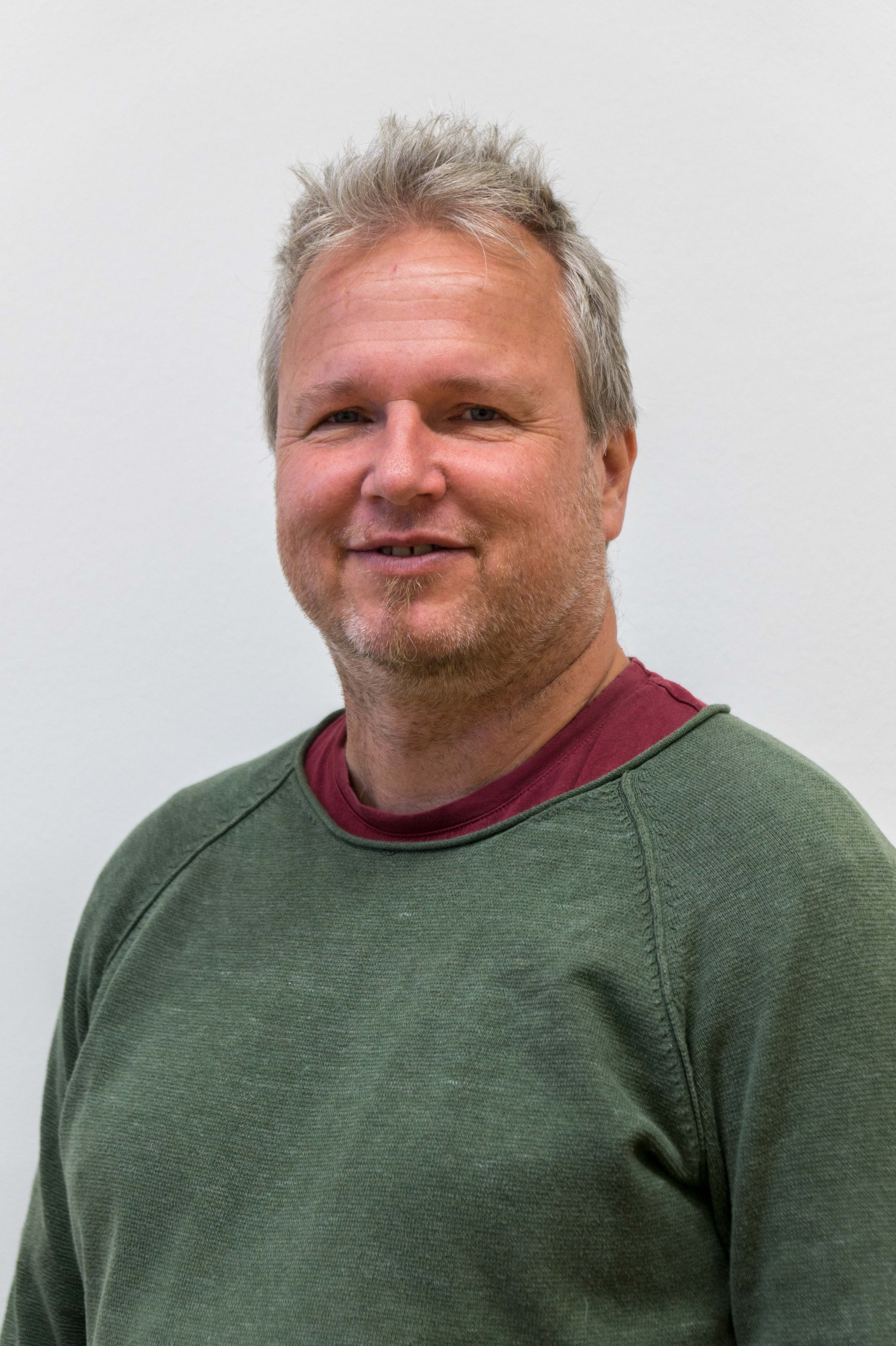
Matthias Zessner (2014)

Matthias Zessner (auch Zeßner-Spitzenberg, geboren 20. März 1962 in Wien, Österreich) ist ein österreichischer Umweltwissenschaftler. 2005 habilitierte er zum Thema Aspekte des Nährstoffmanagements auf Ebene von Flusseinzugsgebieten. Im Sommer 2020 wurde ihm der Berufstitel eines Universitätsprofessors verliehen. Ab dem Zeitpunkt seiner Habilitation leitet er die Arbeitsgruppe Wassergüte und Flussgebietsmanagement des Forschungsbereichs Wassergütewirtschaft am Institut für Wassergüte und Ressourcenmanagement (IWR) der Technischen Universität Wien.

## Ausbildung
Von 1980 bis 1987 war Matthias Zessner Student der Studieneinrichtung Kulturtechnik und Wasserwirtschaft an der Universität für Bodenkultur (BOKU), Wien. Dort und an der TU Wien absolvierte er von 1988 bis 1991 das Aufbaustudium Technischer Umweltschutz. Dieses schloss er 1991 mit der Diplomarbeit Untersuchungen zur Konditionierung und Entwässerung von Schlämmen der Firma Lenzing AG ab.
Von 1996 bis 1998 folgte ein Doktoratsstudium an der TU Wien, am damaligen Institut für Wassergüte, Ressourcenmanagement und Abfallwirtschaft. Dieses beendete Matthias Zessner 1998 mit der Dissertation Bedeutung und Steuerung von Nährstoff- und Schwermetallflüssen des Abwassers. Die Arbeit stellte sich die Aufgabe, die Quellen von Nährstoffen und Schwermetallen im Abwasser zu quantifizieren, Möglichkeiten der Steuerung dieser Stoffe über Maßnahmen im Bereich der Abwasserentsorgung aufzuzeigen und die Bedeutung dieser Stoffe in den empfangenden Umweltmedien im Vergleich mit anderen Stoffströmen zu dokumentieren. Im Jahr 2005 folgte, ebenfalls an der TU Wien, Fakultät für Bauingenieurwesen (heute Fakultät für Bau- und
Umweltingenieurwesen), seine Habilitierung auf dem Gebiet der Wassergütewirtschaft mit dem Thema Aspekte des Nährstoffmanagements auf Ebene von Flusseinzugsgebieten.

## Universitärer Werdegang
1991 trat Matthias Zessner als Projektassistent am Institut für Wassergüte, Ressourcenmanagement und Abfallwirtschaft TU Wien ein, welches damals unter der Leitung von Professor Helmut Kroiss stand. 1995 wurde er Universitätsassistent und ab 2005 Außerordentlicher Professor an diesem Institut. Von 2009 bis 2018 war Zessner Faculty member beim Vienna Doctoral Programme on Water Resource Systems der TU Wien. Matthias Zessner übernahm nach dem Ausscheiden von Hellmut Fleckseder dessen Tätigkeitsbereich am Institut. Seit 2005 leitet er die Arbeitsgruppe Wassergüte- und Flussgebietsmanagement am Forschungsbereich für Wassergütewirtschaft.

## Berufliche Schwerpunkte und wissenschaftliche Projekte
Die Forschungen Zessners konzentrieren sich auf das Monitoring, die Modellierung und das Management der Gewässerbelastung durch Nährstoffe und Chemikalien auf Ebenen von Flusseinzugsgebieten. Integrale Bestandteile sind dabei der Einsatz von Online-Monitoringtechnologien, der Einsatz der Stoffbilanzmodellierung, die Quantifizierung des regionalen Stoffhaushaltes, die Erfassung und Vermeidung diffuser Emissionen und
die Bewertung von Strategien zur Phosphorrückgewinnung aus dem Abwasser.
Im Bereich seiner Spezialgebiete arbeitet er in unterschiedlichen Forschungsprojekten als Projektleiter mit interdisziplinären Teams verschiedener Organisationen und Fachgebiete zusammen. Die generierten wissenschaftlichen Ergebnisse werden auch erfolgreich international publiziert.
Die folgende Auswahl zeigt die thematische Breite seiner Arbeit:
Im Rahmen des EU-Projekts daNUbs, Laufzeit 2001 bis 2005, wurden Herkunft und Ausmaß der Nährstoffeinträge aus dem Einzugsgebiet in Donau und Schwarzes Meer untersucht. Die Ergebnisse dieses Projektes stellen bis heute eine wesentliche Grundlage für die Arbeiten der Internationalen Kommission zum Schutz der Donau (IKSD) dar.
Ein weiterer Aspekt, der hier zu nennen ist, ist der Zusammenhang zwischen gesunder Ernährung und Nachhaltigkeit, der ebenfalls in interdisziplinären Arbeiten mit Zessner als Forschungsleiter bearbeitet wurde.
Im Zuge des Projekts Aqua-Stress wurde von 2014 bis 2016 der Frage nachgegangen, welche Einflüsse der Klimawandel auf die Gewässerbelastung mit Nährstoffen haben kann bzw. welche Auswirkungen auf Grund- und Oberflächengewässer durch die Anpassung der Landwirtschaft an geänderte klimatische Bedingungen auftreten können. Darüber hinaus wurden Empfehlungen für mögliche Anpassungsmaßnahmen ausgearbeitet, um nachteiligen Auswirkungen des Klimawandels auf die landwirtschaftliche Produktion, die Wasserressourcen und die Wassergüte entgegenzuwirken.
Die Ergebnisse des Projekts Feinsediment- und Phosphorproblematik in oberösterreichischen Fließgewässern und Ansätze zur Lösung, das Zessner von 2010 bis 2021 leitete, führten zur Ausarbeitung eines Positionspapieres des Amtes der Oö. Landesregierung zur Reduktion der Gewässerbelastung aus der Landwirtschaft.
Zum Thema Phosphorrückgewinnung aus Klärschlamm leitete Zessner im Zeitraum von 2010 bis 2020 verschiedene Projekte, die die Ausrichtung der nationalen Strategie Österreichs in diesem Bereich wesentlich mitbeeinflusste.
In neuerer Zeit hat Bilanzierung von organischen Spurenstoffen innerhalb der Arbeiten von Zessner an Bedeutung gewonnen. So war es das Ziel des EU-INTERREG Projekts Danube Hazard m³c, Laufzeit 2020 bis 2022, eine dauerhafte und wirksame Kontrolle bzw. Verminderung der Belastung der Gewässer des Donaueinzugsgebietes voranzutreiben. Danube Hazard m³c baut dabei auf den drei zentralen Elementen der Wasserwirtschaft auf (m³: Monitoring, Modellierung und Management) auf. Dies wird durch die Weiterentwicklung institutioneller Kapazitäten ergänzt (c: Capacity Building). Auch dieses Projekt floss direkt in die Arbeiten der IKSD zum Donauschutz ein.
Im Zuge des EU Horizon 2020-Projektes PROMISCES (Laufzeit 2022 bis 2025) leitete Zessner Untersuchungen zur Identifizierung der Ursache der Belastung der Oberen Donau mit den als „Ewigkeitschemikalien“ bezeichneten Per- und Polyfluorierten Alkylsubstanzen (PFAS) und deren Verbleib bei der Uferfiltration zur Trinkwassergewinnung, welche wesentliche Erkenntnisse zum Risiko der Belastung von Trinkwasserressourcen entlang der Donau und möglichen Vorsorgemaßnahmen lieferten.
Seine interdisziplinäre Stärke zeigt sich auch durch die Mitwirkung in gemeinschaftlichen Vorlesungen mit anderen Instituten und Fakultäten. Matthias Zessner ist ein Bindeglied zwischen diversen umweltbezogenenden Fachgebieten der Fakultät für Bau- und Umweltingenieurwesen und der TU Wien. Diese Rolle konnte er unter anderem im Rahmen des FWF Doktorratskollegs Water Resources Management ausspielen, in dem er viele Doktoranden unterstützt hat.
Darüber hinaus war und ist Matthias Zessner in diversen Gremien innerhalb und außerhalb der TU Wien aktiv. Hier eine Auswahl:
- Co-Chair der Specialized Group on Water Shed and River Basin Management der International Water Association (IWA),
- Vorsitz der Klärschlammplattform des Österreichischen Wasser- und Abfallwirtschaftsverbands (ÖWAV),
- Vorsitz des PFAS-Ausschusses des ÖWAV,
- Mitglied des wissenschaftlichen Beirats der Internationalen Kommission zum Schutz der Donau (IKSD),
- Associate Editor für das SCI Journal Water Science and Technology,
- Special Issue Editor und Editorial Board Member des Open Access Journals Water[24],
- sowie viele Arbeitsausschüsse des ÖWAV und der DWA.

Er hat auch mehrfach internationale wissenschaftliche Konferenzen an der TU Wien leitend organisiert und ist als Reviewer für diverse international renommierte SCI Journals tätig.
Matthias Zessner hat wesentlich zum Aufbau und der Gestaltung des Studiums Umweltingenieurwesen an der TU Wien beigetragen, das erfolgreich als Bachelor- (seit Wintersemester 2019/2020) und Masterstudium (seit Wintersemester 2021/22) an der TU Wien etabliert werden konnte.

## Auszeichnungen und Ehrungen
- 2020: Verleihung des Berufstitels Universitätsprofessor durch den Bundespräsidenten[1].

- 2024: Goldene Ehrennadel des Österreichischen Wasser- und Abfallwirtschaftsverbandes[27].

## Publikationen
Veröffentlichungen in wissenschaftlichen Zeitschriften (Auswahl)
- Egle, L.; Rechberger, H. and Zessner, M.: Overview and description of technologies for recovering phosphorus from municipal wastewater. Resources, Conservation and Recycling, 105, Part B (2015), 325–346, DOI:10.1016/j.resconrec.2015.09.016.
- Zessner, M.; Schönhart, M.; Parajka, J.; Trautvetter, H.; Mitter, H.; Kirchner, M.; Hepp, G.; Blaschke, A.P.; Strenn, B. and Schmid, E.: A novel integrated modelling framework to assess the impacts of climate and socio-economic drivers on land use and water quality. Science of the Total Environment, 579 (2017), S. 1137, DOI:10.1016/j.scitotenv.2016.11.092.
- Amann, A.; Zoboli, O.; Krampe, J.; Rechberger, H; Zessner, M. and Egle, L.: Environmental impacts of phosphorus recovery from municipal wastewater. Resources, Conservation and Recycling, 130 (2018), S. 127–139, DOI:10.1016/j.resconrec.2017.11.002.
- Schönhart, M.; Trautvetter, H.; Parajka, J.; Blaschke, A.; Hepp, G.; Kirchner, M.; Mitter, H.; Schmid, E.; Strenn, B. and Zessner, M.: Modelled impacts of policies and climate change on land use and water quality in Austria. Land Use Policy, 76 (2018), S. 500–514, DOI:10.1016/j.jhydrol.2020.125621.
- Hepp, G. and Zessner, M.: Assessing the Impact of Storm Drains at Road Embankments on Diffuse Particulate Phosphorus Emissions in Agricultural Catchments. Water, 11 (2019), 10/2161; S. 1–18, DOI:10.3390/w11102161.
- Zoboli, O.; Clara, M.; Gabriel, O.; Scheffknecht, C.; Humer, M.; Brielmann, H.; Kulcsar, S.; Trautvetter, H.; Kittlaus, S.; Amann, A.; Saracevic, E.; Krampe, J. and Zessner, M.: Occurrence and levels of micropollutants across environmental and engineered compartments in Austria. Journal of Environmental Management, 232 (2019); pp. 636-653.
- Zessner, M.: Monitoring, modeling and management of water quality. Water, 13(11) (2021), 1–6, DOI:10.3390/w13111523.
- Amann, A.; Weber, N.; Krampe, J.; Rechberger, H.; Peer, S.; Zessner, M. and Zoboli, O.: Systematic data-driven exploration of Austrian wastewater and sludge treatment – implications for phosphorus governance, costs and environment. Science of The Total Environment, 846 (2022), 157401, DOI:10.1016/j.scitotenv.2022.157401.
- Hepp, G.; Zoboli, O.; Strenge, E. and Zessner, M.: Particulate PhozzyLogic Index for policy makers - an index for a more accurate and transparent identification of critical source areas. Journal of Environmental Management, 307 (2022); 11 S.
- Kittlaus, S.; Clara, M.; van Gils, J.; Gabriel, O.; Broer, M. B.; Hochedlinger, G.; Trautvetter, H.; Hepp, G.; Krampe, J.; Zessner, M. and Zoboli, O.: Coupling a pathway-oriented approach with tailor-made monitoring as key to well-performing regionalized modelling of PFAS emissions and river concentrations. Science of The Total Environment, 849 (2022), 157764, DOI:10.1016/j.scitotenv.2022.157764.
- Zoboli, O.; Hainz, R.; Riedler, P.; Kum, G.; Sigmund, E.; Hintermaier, S.; Saracevic, E.; Krampe, J.; Zessner, M. and Wolfram, G.: Fate of nutrients and trace contaminants in a large shallow soda lake. Spatial gradients and underlying processes from the tributary river to the reed belt. Environmental Sciences: Processes & Impacts, 25 (2023), 1505–1518, DOI:10.1039/D3EM00152K.
- Kittlaus, S.; Kardos, M. K.; Dudás, K. M.; Weber, N.; Clement, A.; Petkova, S.; Sukovic, D.; Kučić Grgić, D.; Kovacs, A.; Kocman, D.; Moldovan, C.; Kirchner, M.; Gabriel, O.; Krampe, J.; Zessner, M. and Zoboli, O.: A harmonized Danube basin-wide multi-compartment concentration database to support inventories of micropollutant emissions to surface waters. Environmental Sciences Europe, 36 (2024), Article 52, DOI:10.1186/s12302-024-00862-4.
- Krlovic, N.; Saracevic, E.; Derx, J.; Gundacker, C.; Krampe, J., Kreuzinger, N.; Zessner, M. and Zoboli, O.: Exploring the variability of PFAS in urban sewage: A comparison of emissions in commercial versus municipal urban areas. Environmental Science: Processes & Impacts, 10 (2024), DOI:10.1039/d4em00415a.
- Long, A.; Weber, N.; Krampe, J.; Peer, S.; Rechberger, H.; Zessner, M. and Zoboli, O.: Multi-criteria analysis of strategies towards sustainable recycling of phosphorus from sewage sludge in Austria. Journal of Environmental Management, 362 (2024), 121339, DOI:10.1016/j.jenvman.2024.121339.

Bücher und Buchkapitel
- Hubert Steiner, Werner Flögl, Matthias Zessner, Ivan Zavadsky, Stefan Modev Kirilova, Silvia Kirilova, Gert Maichel (Hrsg.): Energie und Umwelt im Donauraum. UMWELT - Schriftenreihe für Ökologie und Ethologie 32; Facultas, Wien, 2006, ISBN 3-85076-754-X; 116 S.
- Matthias Zessner: Der kombinierte Ansatz, das Wechselspiel zwischen Emission und Immission - Neue Herausforderungen bei Abwasserentsorgung und Gewässerschutz. Wiener Mitteilungen, Band 201, Technische Universität Wien, 2007, ISBN 978-3-85234-093-7, 514 S.
- Norbert Kreuzinger, Matthias Zessner: Flussgebietsmanagement und Nährstoffe. Wiener Mitteilungen, Band 228, Technische Universität Wien, 2013, ISBN 978-3-85234-121-7, 338 S.
- Norbert Kreuzinger, Matthias Zessner: NEW: Nährstoffe - Energie - Wasser. Wiener Mitteilungen, Band 232, Technische Universität Wien, 2015, ISBN 978-3-85234-126-2, 254 S.
- Ottavia Zoboli, Matthias Zessner, Stephan Fuchs: RIVER BASINS 2017 - Transboundary Management of Pollutants. KIT - Karlsruhe Institute of Technology, 2017, 55 S.
- Jörg Krampe, Norbert Kreuzinger, Matthias Zessner: Weitergehende Abwasserreinigung. Wiener Mitteilungen, Band 249, Technische Universität Wien, 2019, ISBN 978-3-85234-144-6, 258 S.
- Georg Wolfram, Alois Herzig, Matthias Zessner: Wasserqualität und Gewässerökologie: Von der Empfindlichkeit eines Steppensees. In Das Ende des Neusiedlersees? Eine Region in der Klimakrise, Herausforderungen, Perspektiven, Lösungen. Hrsg. von Christian Janisch, Alois Land und Bibi Watzek, 2023, Residenzverlag, ISBN 978-3-7017-3576-1.
- Matthias Zessner, Jaroslav Slobodnik, Andreas Gericke, Jos van Gils, Nikiforos Alygizakis, Kelsey Ng, Adam Kovacs, Ottavia Zoboli and Markus Venohr: Water quality of the Danube River and Black Sea. In The DanubeRiver and The Western Black Sea Coast: Complex Transboundary Management. Hrsg. von Jürg Bloesch, Bernd Cyffka, Thomas Hein, Cristina Sandu, Nike Sommerwerk, 2025, Elsevier, Paperback ISBN 978-0-443-18686-8, E-Book-ISBN 978-0-443-18687-5.